# Cuchillas (Moca)
Cuchillas es un barrio ubicado en el municipio de Moca en el estado libre asociado de Puerto Rico. En el Censo de 2010 tenía una población de 4352 habitantes y una densidad poblacional de 589,38 personas por km².

## Geografía
Cuchillas se encuentra ubicado en las coordenadas 18°24′13″N 67°4′52″O / 18.40361, -67.08111. Según la Oficina del Censo de los Estados Unidos, Cuchillas tiene una superficie total de 7.38 km², que corresponden a tierra firme.

## Demografía
Según el censo de 2010, había 4352 personas residiendo en Cuchillas. La densidad de población era de 589,38 hab./km². De los 4352 habitantes, Cuchillas estaba compuesto por el 91.43% blancos, el 3.79% eran afroamericanos, el 0.21% eran amerindios, el 0.02% eran asiáticos, el 2.92% eran de otras razas y el 1.63% pertenecían a dos o más razas. Del total de la población el 99.08% eran hispanos o latinos de cualquier raza.